# Leonard Ludwik Maringe
Leonard Ludwik Maringe (ur. 1782 w Moussy dep. Nievre reg. Burgundia we Francji, zm. 9 kwietnia 1845 w Warszawie) – kupiec, sędzia Trybunału Handlowego. Właściciel składu win i pałacu przy ulicy Zakroczymskiej 15 w Warszawie.
Rodzina Demaringes lub Maringe ma kolebkę w bliskiej okolicy Moussy, w parafii Św. Marii Panny. Rodzina ta osiadła tam wcześniej niż powstała parafia. Przegląd ksiąg parafialnych z Moussy potwierdza, że Leonard Maringe urodził się tam w 1782r. Do dziś w Champlin w sąsiedztwie Moussy stoi pałac rodziny Maringe.
Leonard Maringe pod wpływem wojen napoleońskich opuścił po kryjomu dom i wraz z wojskiem Napoleona wziął udział w kampanii rosyjskiej w 1812 r. Ranny, przebywał w Wilnie, a następnie przeniósł się do Warszawy i ożenił z Katarzyną Boretti, córką warszawskiego budowniczego, Włocha Józefa Boretti. Leonard za pieniądze otrzymane od rodziny z Francji założył dochodowe przedsiębiorstwo handlu winem.
Leonard wraz z żoną po ślubie zamieszkał w obecnie nieistniejącej obszernej nieruchomości przy ulicy Zakroczymskiej 15 w Warszawie, którą nabył od Szanieckiego (dawny Pałac Stanisława Lubomirskiego, sprzedany w 1770 za 12.000 dukatów Władysławowi Gurowskiemu marszałkowi Wielkiemu Litewskiemu). Dziećmi zajmowała się guwernantka, a lekcji udzielali „profesorowie“. Dom obsługiwany był przez dwie kucharki. Utrzymywano także stróża i stangreta. Murgrabią, czyli zarządcą pałacu był Andrzej Gładkowski (córka zarządcy – Konstancja – była młodzieńczą miłością Fryderyka Chopina). Pałac Maringe’a był najprawdopodobniej wynajmowany na mieszkania. Leonard z żoną Katarzyną prowadzili w nim także działalność charytatywną zajmując się ubogą młodzieżą. Katarzyna zd. Boretti będąc już wdową utrzymywała na Zakroczymskiej internat dla starców.

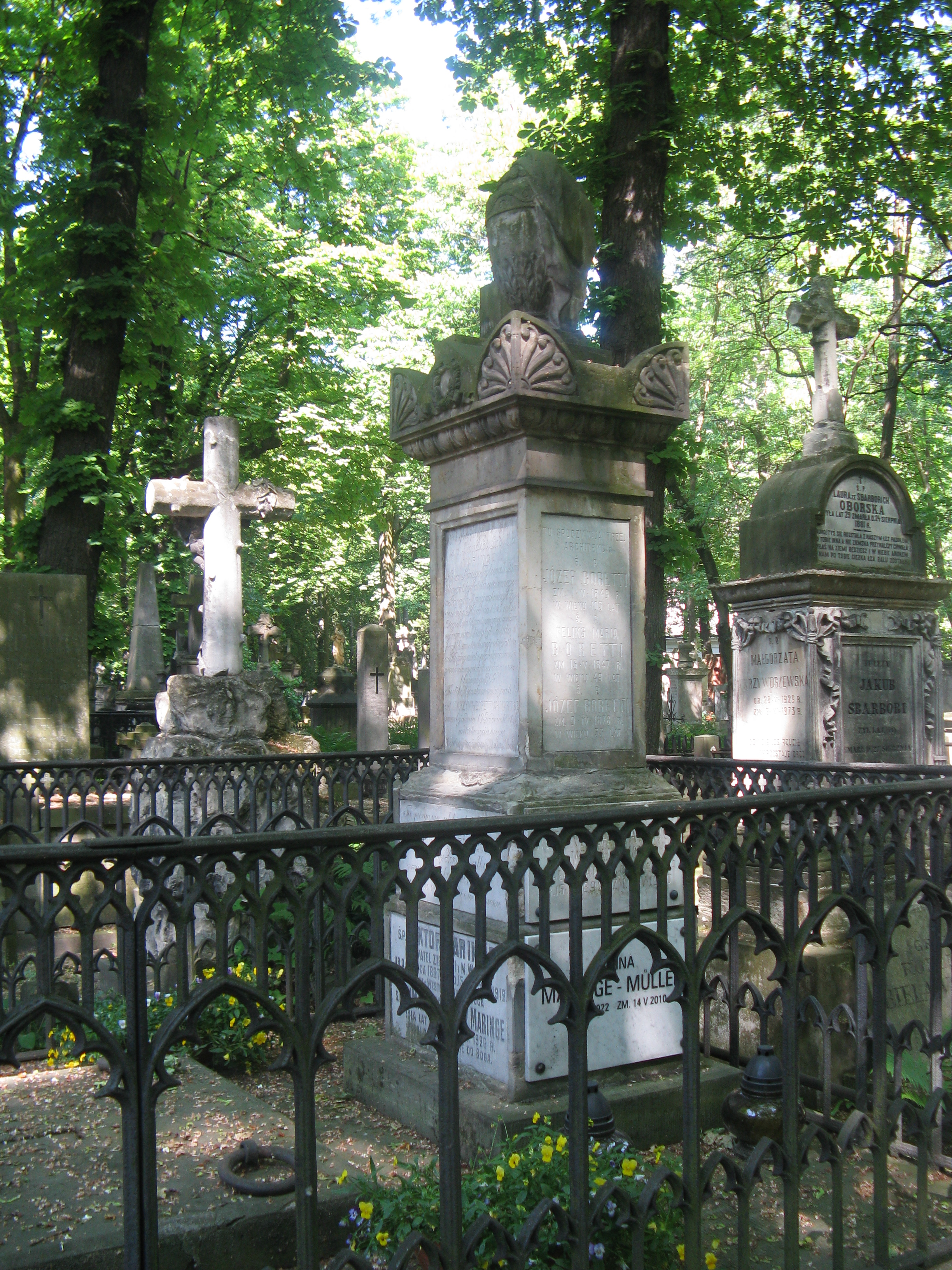
Grób rodzinny Borettich i Maringe'ów na cmentarzu Powązkowskim

Leonard Maringe zmarł 9 kwietnia 1845, o czym obszernie informowała ówczesna prasa. Pozostawił po sobie złotą biżuterię, broszę i pierścionek z brylantami o wartości 500 rubli, wyroby ze srebra, listy zastawne Towarzystwa Kredytowego Ziemskiego, obligacje, złote monety, dukaty holenderskie i „imperiały rosyjskie“.
Rodzina Leonarda Maringe,a (Marenża) w kolejnych pokoleniach wrosła w polskie ziemiaństwo. Potomkowie Leonarda związali się z rodzinami o wielopokoleniowych tradycjach (Dzik-Kożuchowscy, Oksza-Orzechowscy, Wyganowscy, Wężyk-Widawscy) oraz rodzinami wrosłymi w polskie społeczeństwo, a mającymi swoje korzenie w Czechach, Niemczech (Hauszyldowie, Majlertowie).
Leonard Ludwik Maringe miał dwanaścioro dzieci – w tym syna Wiktora Felixa Maringe (1827–1912), który wybudował przy Placu  Zielonym (obecnie: ul. Marszałkowska 146) w Warszawie) Hotel Maringe. Wnukiem Wiktora był Leonard Witold Maringe – ziemianin, inżynier-rolnik i ekonomista, doradca ministra rolnictwa.
Został pochowany na Powązkach w grobowcu rodzinnym Borettich i Maringe'ów (kwatera 4-1-29).